# Église Saint-Amand de Saint-Amand-en-Puisaye
L'église Saint-Amand est une église catholique située à Saint-Amand-en-Puisaye, en France.

## Localisation
L'église est située dans le département français de la Nièvre, sur la commune de Saint-Amand-en-Puisaye.

## Historique
L'église date du XIIIe siècle.
Elle est classée au titre des monuments historiques depuis le 15 aout 1975.
Dans l'édifice, la chapelle de la Vierge comporte une peinture murale à fresco et complétée par des touches de peinture à l'huile, probablement contemporaine de la construction du château dans la première partie du XVIe siècle.